# La Fémis
Anno di fondazione: 1944 (IDHEC), 1986 (La Fémis)

Presidente: Raoul Peck

Presidenti precedenti: Claude Miller, Patrice Chéreau, Alain Auclaire, René Bonnel, Jack Gajos, Louis Daquin, Marcel L'Herbier

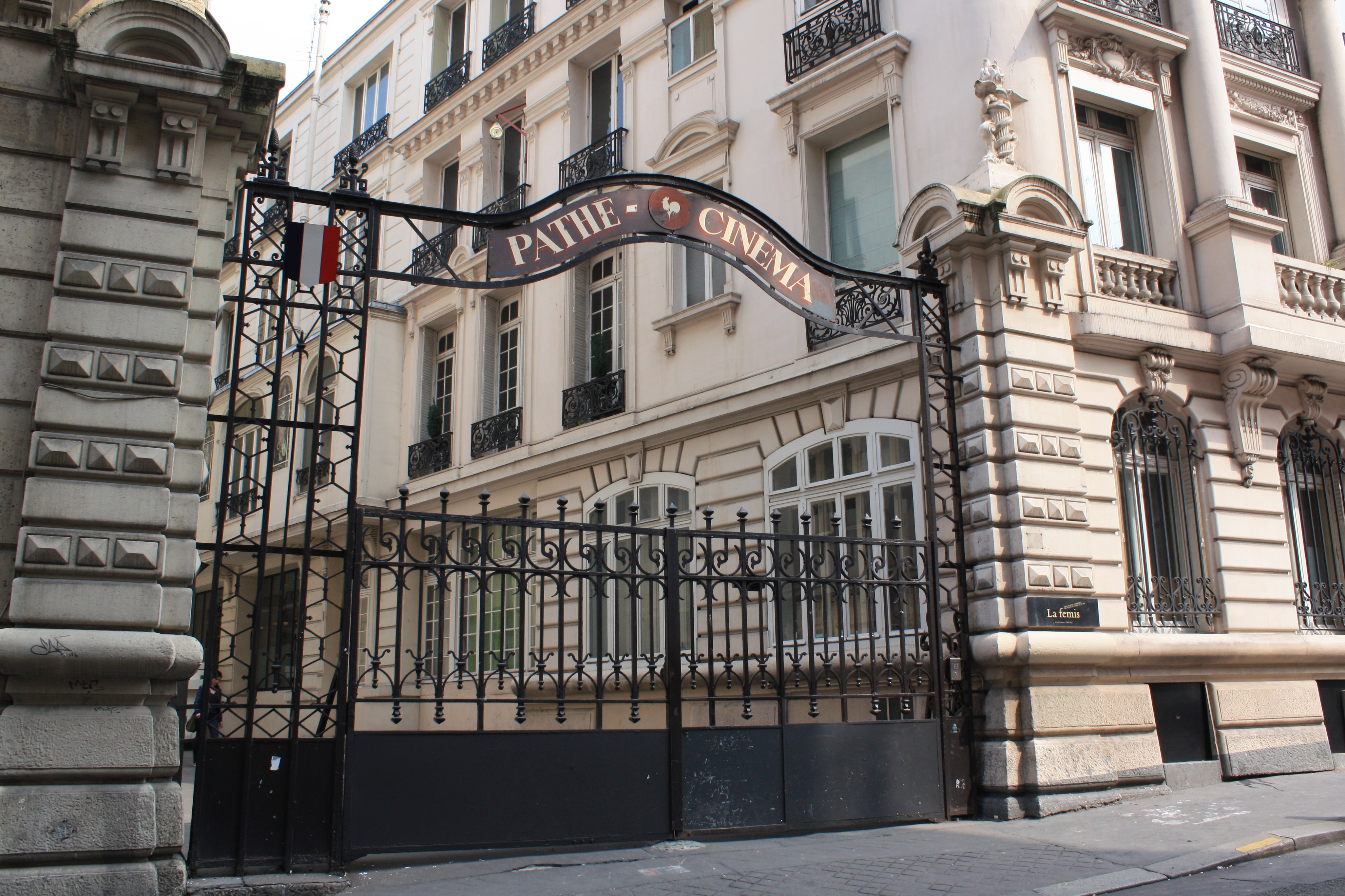
La Fémis

La Fémis (École Nationale Supérieure des Métiers de l'Image et du Son, precedentemente nota come Institut des hautes études cinématographiques o IDHEC), è la scuola di cinema statale francese. Con sede a Parigi, offre corsi che spaziano dalla ricerca artistica allo sviluppo professionale e alla formazione tecnica.
The Hollywood Reporter metteva La Fémis al sesto posto nella classifica del 2012 delle migliori scuole di cinema internazionali (incluse le scuole di cinema con sede negli USA) e al terzo posto nella classifica del 2014 delle migliori scuole di cinema internazionali (escluse le scuole di cinema con sede negli USA).
I suoi studenti hanno vinto diverse volte tre dei più prestigiosi premi cinematografici del mondo – la Palma d'oro del Festival di Cannes, il Leone d'oro della Mostra internazionale d'arte cinematografica di Venezia e l'Orso d'oro del Festival internazionale del cinema di Berlino -, rendendola una delle scuole di cinema più premiate al mondo.
Dal 1944 al 1985 l'IDHEC (Institut des hautes études cinématographiques) è stata la principale scuola di cinema francese, formando 1.439 professionisti del cinema francesi e stranieri. Tra i suoi studenti vi erano Louis Malle, Alain Resnais, Theo Angelopoulos, Arnaud Desplechin, Claude Sautet, Volker Schlöndorff, Claire Denis, Andrzej Żuławski, Christophe Gans, Alain Corneau, Costa Gavras, Patrice Leconte, Johan van der Keuken, Claude Miller, André Téchiné, Paulo Rocha, Robert Enrico, Jean-Jacques Annaud, Éric Rochant, Ruy Guerra, Yves Boisset, Alain Cavalier, Henri Colpi, Omar Amiralay e Pascale Ferran.
Nel 1985, la scuola fu ristrutturata sotto la supervisione dell'allora ministro della cultura Jack Lang e La Fémis fu fondata nel 1986.
In origine lo sceneggiatore Jean-Claude Carrière era il presidente e Jack Gajos era il direttore.
Nel 1999, la Fémis si trasferì definitivamente al n. 6 di rue Francœur, nei vecchi studios della società Pathé situati nel XVIII arrondissement. Il fabbricato venne restaurato dall'architetto Yves Lion. L'identità grafica della scuola fu affidata a Philippe Apeloig. I locali furono inaugurati dal primo ministro Lionel Jospin e da Catherine Trautmann, ministro della Cultura.
Quando La Fémis fu creata, la scuola aveva sette dipartimenti didattici: direzione, sceneggiatura, immagine, suono, montaggio, produzione e scenografia.
Un corso di segreteria di edizione fu aggiunto nel 1992 e un corso di distribuzione nel 2003.
Inoltre il workshop master-class, un programma di formazione di produzione europea, è stato co-creato con la Filmakademie Baden-Württemberg di Ludwigsburg nel 2002.
Gli studenti seguono un corso di formazione di quattro anni.
Durante il primo anno tutti seguono lo stesso corso generale: iniziazione ai vari lavori inerenti alla creazione di film, sperimentando ogni posizione tecnica all'interno di una troupe cinematografica.
Durante il secondo e terzo anno, seguono un programma specifico a seconda dell'indirizzo che hanno scelto, tra cui lezioni teoriche, esercitazioni, giornate dedicate all'analisi di film, seminari di analisi e esercizi collettivi relativi alla creazione di film. Passano il quarto anno compiendo un progetto individuale di fine studi (conosciuto come travail de fin d'études o TFE) e prendendo parte a progetti dei loro compagni di classe.
In sintesi, la scuola è concepita per promuovere una cinefilia applicata, in cui allo studio di film passati e presenti si aggiungono competenze cinematografiche avanzate.
La Fémis ha formato oltre 700 studenti in tutti i ruoli del cinema: registi, sceneggiatori, produttori, editori, cameramen, tecnici del suono, decoratori, supervisori, distributori e dirigenti esecutivi.
Tra questi (in ordine alfabetico):
- Omar Amiralay
- Theo Angelopoulos
- Jean-Jacques Annaud
- Hélène Angel
- Sólveig Anspach
- Emmanuelle Bercot
- Yves Boisset
- Céline Bozon
- Christine Carrière
- Yves Caumont
- Alain Cavalier
- Renaud Cohen
- Henri Colpi
- Antony Cordier
- Alain Corneau
- Jean-Paul Civeyrac
- Alfonso Gumucio Dagron
- Marina de Van
- Claire Denis
- Arnaud Desplechin
- Robert Enrico
- Pascale Ferran
- Sophie Fillières
- Christophe Gans
- Costa Gavras

- Delphine Gleize
- Marc-Djibril Glissant
- Ruy Guerra
- Johan van der Keuken
- Jean L'Hôte
- Patrice Leconte
- Noémie Lvovsky
- Laetitia Masson
- Louis Malle
- Claude Miller
- Orso Miret
- Emmanuel Mouret
- François Ozon
- Manuel Pradal
- Alain Resnais
- Éric Rochant
- Paulo Rocha
- Am Rong
- Claude Sautet
- Céline Sciamma
- Partho Sen-Gupta
- André Téchiné
- Eskil Vogt
- Hu Wei
- Andrzej Żuławski